# Poxindeje de Morelos
Poxindeje de Morelos es una localidad de México, localizada en el municipio de San Salvador en el estado de Hidalgo.

## Toponimia
En idioma otomí proviene de los vocablos POXA (brotar/emanar) DEHE(agua); "Lugar donde brota/emana el agua". Se ha ido deformando su escritura hasta su forma actual.

## Geografía
Se encuentra en la región geográfica del Valle del Mezquital. A la localidad le corresponden las coordenadas geográficas 20°16′10.199″ de latitud norte y 98°59′45.472″ de longitud oeste; con una altitud de 1960 m s. n. m. Cuenta con un clima semiseco templado.
En cuanto a fisiografía se encuentra en la provincia del Eje Neovolcanico, dentro de la subprovincia de Sierras y Llanuras de Querétaro e Hidalgo; su terreno es de llanura. En lo que respecta a la hidrografía se encuentra posicionado en la región del Pánuco, dentro de la cuenca del río Moctezuma, y en la subcuenca del río Actopan.

## Demografía
En 2020 registró una población de 1107 personas, lo que corresponde al 3.01 % de la población municipal. De los cuales 510 son hombres y 597 son mujeres.
| Gráfica de evolución demográfica de Poxindeje de Morelos entre 1900 y 2020                   |
|                                                                                              |
| Población de los censos y conteos del Instituto Nacional de Estadística y Geografía (INEGI). |